# ماتيا موريلو
ماتيا موريلو هو لاعب كرة قدم إيطالي في مركز نصف الجناح، ولد في 21 يوليو 1999 في تريفيجليو في إيطاليا.

## وصلات خارجية
- ماتيا موريلو على موقع قاعدة بيانات كرة القدم.إي يو (الإنجليزية)
- ماتيا موريلو على موقع Soccerway.com (الإنجليزية)
- ماتيا موريلو على موقع عالم كرة القدم.نت (الإنجليزية)